# Schizostachyum arunachalensis
Schizostachyum arunachalensis är en gräsart som beskrevs av H.B. Naithani. Schizostachyum arunachalensis ingår i släktet Schizostachyum och familjen gräs. Inga underarter finns listade i Catalogue of Life.